# 大野真雄
大野 真雄（おおの の まお）は、平安時代初期の貴族。名は直雄とも記される。上総介・大野真本の子とする系図がある。官位は従四位上・左近衛中将。勲等は勲五等。

## 経歴
桓武朝にて正五位上に至り、延暦25年（806年）桓武天皇の崩御に際して作路司を務める。平城朝の大同3年（808年）に兵部大輔に任ぜられる。
大同5年（810年）9月に発生した薬子の変に際しては嵯峨天皇側で活動し、左近衛少将に任ぜられると共に、固関使として美濃国の不破関に派遣される。乱後まもなく、従四位下・左兵衛督に昇進した。弘仁2年（811年）左近衛中将に転じて左京大夫を兼ね、弘仁6年（815年）従四位上に至る。
弘仁9年12月2日（819年1月1日）卒去。享年55。最終官位は越前権守従四位上。

## 官歴
注記のないものは『日本後紀』による。
- 時期不詳：正五位上
- 延暦25年（806年） 3月18日：作路司（桓武天皇崩御）
- 大同3年（808年） 11月27日：兵部大輔
- 大同5年（810年） 9月10日：美濃使、左近衛少将。9月27日：従四位下、左兵衛督
- 弘仁2年（811年） 正月11日：兼左京大夫。6月1日：左近衛中将
- 弘仁3年（812年） 正月12日：兼丹波守。2月10日：止左京大夫[1]
- 弘仁6年（815年） 正月7日：従四位上
- 時期不詳：越前権守
- 弘仁9年（818年） 12月2日：卒去（越前権守従四位上）

## 系譜
- 父：大野真本[2]
- 母：不詳
- 生母不詳の子女
  - 男子：大野真鷹（782-843）[2]
  - 男子：大野真菅[2]
  - 女子：大野鷹子 - 淳和天皇宮人[2]